# Agaon fasciatum
Agaon fasciatum är en stekelart som beskrevs av James Waterston 1914. Agaon fasciatum ingår i släktet Agaon och familjen fikonsteklar. Inga underarter finns listade i Catalogue of Life.